# Rafael Pires Monteiro
Rafael Pires Monteiro (Coronel Fabriciano, 23 de junho de 1989), mais conhecido como Rafael, é um futebolista brasileiro que atua como goleiro. Atualmente, joga pelo São Paulo e pela Seleção Brasileira.

## Carreira

### Cruzeiro
Rafael passou a fazer parte da categoria de base do Cruzeiro em 2002, aos 13 anos de idade. O jogador fez sua estreia como profissional no dia 29 de maio de 2008, em amistoso realizado no Estádio Independência, em que o Cruzeiro venceu o América por 2–1.
No começo de 2014, Rafael passou por duas intervenções cirúrgicas que deixaram o jogador fora dos gramados. No começo do ano ele foi submetido a um procedimento no joelho esquerdo, ficando fora da fase de grupos da Copa Libertadores. O jogador voltou a treinar em maio. Em outubro o jogador passou por outra cirurgia, dessa vez para corrigir problema no menisco direito.
Em 17 de julho de 2016, Rafael sofreu uma fratura no quarto dedo da mão direita durante o aquecimento para a partida contra o Fluminense, válida pela 15ª rodada do Campeonato Brasileiro. No dia 20, o jogador foi submetido a uma cirurgia no dedo anelar da mão direita. No dia 27 de agosto, já recuperado da cirurgia, o jogador renovou seu contrato com o Cruzeiro até 2019 e foi anunciado como substituto de Fábio, que rompeu o ligamento cruzado do joelho direito. Logo na primeira partida após assumir a posição titular, em vitória sobre o Santa Cruz por 2 a 0, pelo Campeonato Brasileiro, o goleiro fez uma excelente defesa em cabeçada de Wallyson. A intervenção foi eleita a principal da rodada pelo canal SporTV.
No dia 13 de novembro, Rafael completou 50 jogos pelo Cruzeiro, no empate sem gols com o Palmeiras, partida válida pela 30ª rodada do Campeonato Brasileiro. O jogador tornou-se o 25º goleiro a alcançar essa marca na história da equipe. Com o resultado, o time chegou à terceira partida consecutiva sem ser vazado na competição.
Rafael demostrou ser um exímio defensor de pênaltis, mantendo uma invencibilidade na temporada 2016. Ele defendeu a cobrança de Nikão na vitória por 2 a 1 sobre o Athletico Paranaense, pela Primeira Liga; o arremate de Andrés Chávez, na derrota por 1 a 0 para o São Paulo, pelo Brasileiro e também em cobrança de Cárdenas, no triunfo por 1 a 0 sobre o Vitória, pelo Brasileiro. Na quarta cobrança, de Diego Souza, em jogo contra o Sport, a bola acertou o travessão.
Em abril de 2017, com o retorno de Fábio aos gramados, a vaga de goleiro titular passou a ser disputada entre o dois atletas. O técnico Mano Menezes destacou a importância de Rafael após o goleiro evitar um gol aos 47 minutos do segundo tempo contra o América e garantir o empate na primeira partida da semifinal do Campeonato Mineiro: "Felizmente o Rafael é nosso. Quando tomei a decisão de mantê-lo na reta final é porque eu obedeci a esse grande momento que ele vive, além do ritmo de jogo na competição. Ele vem sendo um goleiro regular, felizmente temos dois grandes goleiros e estamos bem servidos", disse o treinador. Em boa forma, o goleiro de 27 anos permaneceu na equipe principal na atual maratona de jogos decisivos pela Copa do Brasil, Campeonato Mineiro e Copa Sul-Americana.
Ao fim do Campeonato Mineiro, Rafael foi eleito o melhor goleiro da competição, recebendo o Troféu Globo Minas.
No início de 2020, Rafael acionou o Cruzeiro na Justiça do Trabalho por falta de pagamentos. No dia 14 de fevereiro de 2020, foi acertada a rescisão de seu contrato com o clube.

### Atlético Mineiro
No dia 3 de março de 2020, Rafael assinou um contrato de quatro anos com o Atlético Mineiro.
Rafael deixou o Galo após dois anos, ele fez 31 jogos e conquistou os títulos do Brasileiro, Copa do Brasil, Supercopa e o Mineiro (3x).

### São Paulo
Em 8 de dezembro de 2022, assinou por três temporadas com o São Paulo.
| “                                           | Chegar ao São Paulo é a missão da minha vida. Estou muito feliz e focado. Este era o momento perfeito para defender o São Paulo. É o maior projeto da minha carreira, porque sempre tive o desejo de vestir esta camisa. É a realização de um sonho | ” |
| — Rafael, em sua apresentação no São Paulo, | |   |

#### 2023
Em 15 de janeiro de 2023, Rafael realizou sua estreia pelo São Paulo no empate por 0x0 contra o Ituano, pelo Paulistão. Na partida, foi bem seguro, sendo pouco testado pela equipe adversária.
Depois de maio, sob o comando de Dorival Júnior, Rafael deu início à sua melhor fase em toda a carreira profissional. Atuando até então em todas as partidas do ano, o goleiro teve destaque em diversas partidas do Tricolor, fazendo milagres com muita frequência e se consolidando definitivamente como titular absoluto da posição.
Em setembro do mesmo ano, Rafael venceu a Copa do Brasil pelo São Paulo, colocando-se como o maior vencedor da competição na história, com quatro títulos, ao lado de Roger Machado e Zinho. Além disso, foi eleito o Melhor Goleiro da competição após a final contra o Flamengo.
Na competição, Rafael se superou, operando milagres e realizando defesas históricas que ajudaram o Tricolor a passar de fase. Por causa disso, recebeu o apelido de "Rafael Ceni'' pela torcida, fazendo alusão ao maior goleiro da história do clube.

#### 2024
Rafael fez uma ótima estreia em 2024, logo no primeiro jogo importante do ano, na Supercopa Rei 2024, contra o Palmeiras, foi eleito craque do jogo pelo SporTV, tendo recebido a coroa pelo ex-jogador Clodoado. Rafael defendeu dois pênaltis (de Murilo e de Piquerez), após a partida terminar em 0x0 pelo tempo regulamentar (a Supercopa não tem prorrogação) garantindo um 4x2 para o São Paulo nas penalidades.
Com o título da Supercopa Rei, se tornou o jogador com mais títulos nacionais na história, com nove conquistas, superando Zinho, com oito títulos.

#### 2025
No dia 31 de março de 2025, o São Paulo anunciou a renovação de contrato de Rafael até dezembro de 2027. O antigo vínculo do jogador era válido apenas até o fim da atual temporada.

## Carreira internacional
Em março de 2024, Rafael foi convocado pelo técnico Dorival Júnior, que o havia treinado em 2023, para disputar os amistosos contra Inglaterra e Espanha com a seleção brasileira. 
Em 27 de maio, a Seleção Brasileira anunciou os 26 nomes que disputaram a Copa América, que foi disputada entre junho e julho nos Estados Unidos e dentre estes estava Rafael.

## Estatísticas
Atualizado em 30 de janeiro de 2024.
| Clube             | Temporada         | Liga  | Liga | Copa  | Copa | Continental | Continental | Estadual | Estadual | Outros | Outros | Total | Total |
| Clube             | Temporada         | Jogos | Gols | Jogos | Gols | Jogos       | Gols        | Jogos    | Gols     | Jogos  | Gols   | Jogos | Gols  |
| ----------------- | ----------------- | ----- | ---- | ----- | ---- | ----------- | ----------- | -------- | -------- | ------ | ------ | ----- | ----- |
| Cruzeiro          | 2010              | 2     | 0    | 0     | 0    | 0           | 0           | 3        | 0        | —      | —      | 5     | 0     |
| Cruzeiro          | 2011              | 6     | 0    | 0     | 0    | 0           | 0           | 1        | 0        | —      | —      | 7     | 0     |
| Cruzeiro          | 2012              | 1     | 0    | 0     | 0    | —           | —           | 1        | 0        | —      | —      | 2     | 0     |
| Cruzeiro          | 2013              | 2     | 0    | 0     | 0    | —           | —           | 2        | 0        | —      | —      | 4     | 0     |
| Cruzeiro          | 2014              | 1     | 0    | 0     | 0    | 0           | 0           | 0        | 0        | —      | —      | 1     | 0     |
| Cruzeiro          | 2015              | 2     | 0    | 0     | 0    | 0           | 0           | 2        | 0        | —      | —      | 4     | 0     |
| Cruzeiro          | 2016              | 17    | 0    | 6     | 0    | —           | —           | 1        | 0        | 1      | 0      | 25    | 0     |
| Cruzeiro          | 2017              | 6     | 0    | 7     | 0    | 2           | 0           | 14       | 0        | 4      | 0      | 33    | 0     |
| Cruzeiro          | 2018              | 8     | 0    | 0     | 0    | 1           | 0           | 3        | 0        | —      | —      | 12    | 0     |
| Cruzeiro          | 2019              | 3     | 0    | 0     | 0    | 0           | 0           | 1        | 0        | —      | —      | 4     | 0     |
| Cruzeiro          | Total             | 48    | 0    | 13    | 0    | 3           | 0           | 28       | 0        | 5      | 0      | 97    | 0     |
| Atlético Mineiro  | 2020              | 10    | 0    | —     | —    | —           | —           | 7        | 0        | —      | —      | 17    | 0     |
| Atlético Mineiro  | 2021              | 1     | 0    | 0     | 0    | 0           | 0           | 4        | 0        | —      | —      | 5     | 0     |
| Atlético Mineiro  | 2022              | 0     | 0    | 1     | 0    | 1           | 0           | 6        | 0        | 0      | 0      | 8     | 0     |
| Atlético Mineiro  | Total             | 11    | 0    | 1     | 0    | 1           | 0           | 17       | 0        | 0      | 0      | 30    | 0     |
| São Paulo         | 2023              | 33    | 0    | 10    | 0    | 10          | 0           | 13       | 0        | 0      | 0      | 66    | 0     |
| São Paulo         | 2024              | 0     | 0    | 0     | 0    | 0           | 0           | 3        | 0        | 0      | 0      | 3     | 0     |
| São Paulo         | Total             | 33    | 0    | 10    | 0    | 10          | 0           | 16       | 0        | 0      | 0      | 69    | 0     |
| Total na carreira | Total na carreira | 92    | 0    | 24    | 0    | 14          | 0           | 61       | 0        | 5      | 0      | 196   | 0     |

1. 1 2  Jogos de Primeira Liga
2. 1 2  Jogos de Copa Sul-Americana
3. 1 2 3  Jogos de Copa Libertadores

## Títulos
Cruzeiro
- Campeonato Mineiro: 2008, 2009, 2011, 2014, 2018 e 2019
- Campeonato Brasileiro: 2013[32] e 2014
- Copa do Brasil: 2017 e 2018

Atlético Mineiro
- Campeonato Mineiro: 2020, 2021 e 2022
- Campeonato Brasileiro: 2021
- Copa do Brasil: 2021
- Supercopa do Brasil: 2022

São Paulo
- Copa do Brasil: 2023[33]
- Supercopa Rei: 2024[34]

Seleção Brasileira Sub-20
- Campeonato Sul-Americano Sub-20: 2009

### Prêmios Individuais
- Troféu Globo Minas de Melhor Goleiro do Campeonato Mineiro: 2017
- Prêmio de Defesa Mais Bonita do Campeonato Mineiro: 2019
- Melhor Goleiro da Copa do Brasil: 2023
- Seleção da Copa do Brasil: 2023
- Melhor Jogador da Supercopa do Brasil: 2024